# Estação de Chelles-Gournay
A Estação de Chelles - Gournay é uma estação ferroviária francesa na linha de Paris-Est a Strasbourg-Ville, localizada no território da comuna de Chelles, perto de Gournay-sur-Marne, no departamento de Sena e Marne na Ilha de França.
Foi colocada em serviço em 1849 pela Compagnie du chemin de fer de Paris à Strasbourg, antes de se tornar uma estação na rede da Compagnie des chemins de fer de l'Est.
É uma estação da Société Nationale des Chemins de Fer Français (SNCF), servida por trens da linha E do RER e da linha P do Transilien.

## Situação ferroviária
Estabelecida a uma altitude de 46 metros, a estação de Chelles-Gournay está localizada no ponto quilométrico (PK) 18.310 da linha de Paris-Est a Strasbourg-Ville (linha de Noisy-le-Sec a Strasbourg-Ville), entre as estações de Chénay-Gagny e Vaires - Torcy.

## História

### Primeiras estações (2 vias)
A comuna de Chelles era favorável à ferrovia. Em 1846, ela aceitou a passagem da linha de Paris a Estrasburgo no território da comuna. No entanto, especifica que a estação deve ser construída ao norte dos trilhos para ser acessível diretamente da área urbanizada. A comuna tinha então 1 700 habitantes.

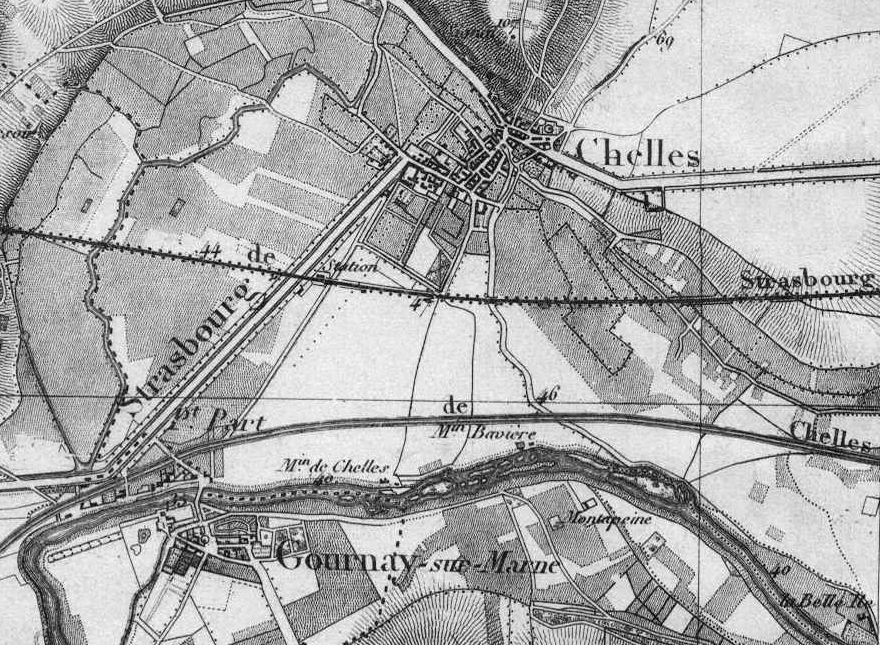
Chelles e a estação em 1857.

A estação de Chelles foi inaugurada em 5 de julho de 1849 pela Compagnie du chemin de fer de Paris à Strasbourg, quando abriu o trecho de Paris a Meaux. O edifício é uma construção temporária, em madeira e tijolos, como nas outras estações da linha localizadas entre Paris e Vitry-le-François. É enquadrado pelas estações de Gagny e Lagny.
Em setembro de 1851, a estação foi o local de experimentação de um dispositivo destinado a receber e depositar os despachos sem tempo de parada para os comboios, passando o trem a uma velocidade de 15 a 20 metros por segundo. É um sistema de garfos cujas ramificações externas vêm ao encontro obliquamente dos suportes nos quais os sacos de despacho são presos e os removem sem choque e por um deslizamento análogo ao desfile de uma folha. Esses suportes então caem e absorvem sua força viva entre duas longas hastes que servem de guia. As sacolas são enganchadas e desenganchadas dentro do vagão, e um mecanismo, movimentado pelo correio, dá, nos momentos oportunos, ao dispositivo fixado no vagão, a projeção necessária para atender outro dispositivo estabelecido na estação.

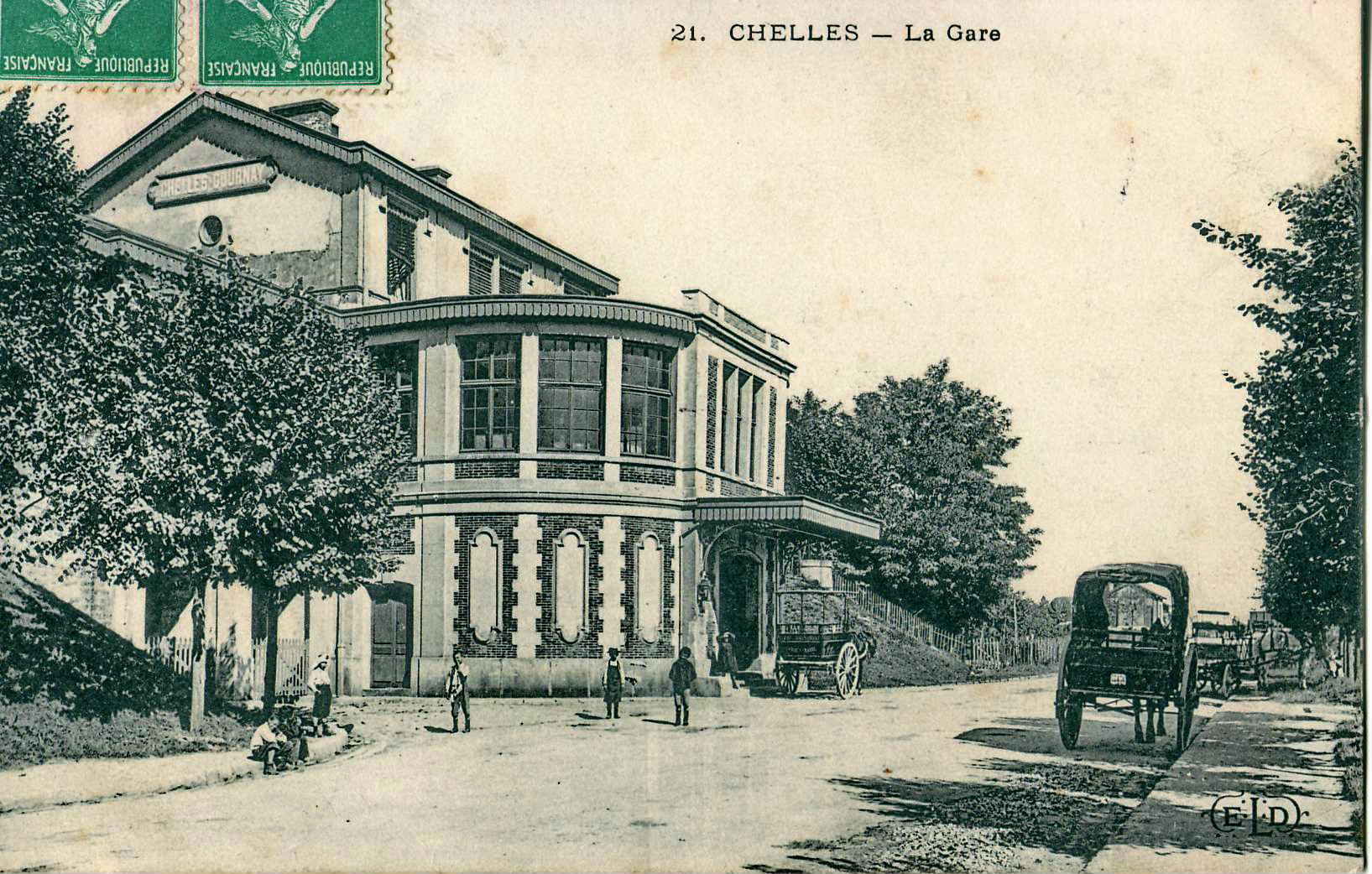
O edifício construído em 1857 ao sul dos trilhos, com sua rotunda, vista do pátio por volta de 1900.

Em 1857, o edifício temporário foi substituído por um edifício de pedra construído ao sul dos trilhos pela Compagnie des chemins de fer de l'Est, que substituiu a empresa original. Estando a estação sobre um aterro, o edifício de planta padrão, denominado "tipo 7" da Compagnie de l'Est utilizada em Chelles, próxima da construída em Esbly entre outras, tem, em relação a estas estações padrão, a particularidade de ter um aspecto clássico visto das pistas e plataformas com um corpo central, com três aberturas (incluindo um maior no centro) e um piso sob um telhado de duas águas, emoldurado por duas pequenas asas. Por outro lado, a fachada do lado do pátio é mais original com um nível inferior adicional que inclui uma rotunda envidraçada que marcou as memórias de infância de Armand Lanoux « Conheci, em criança, este quiosque de vidro delirante, burlesco e surreal, com a sua estrada de terra de carvão que subia, na qual vadeávamos no inverno na lama negra. ».

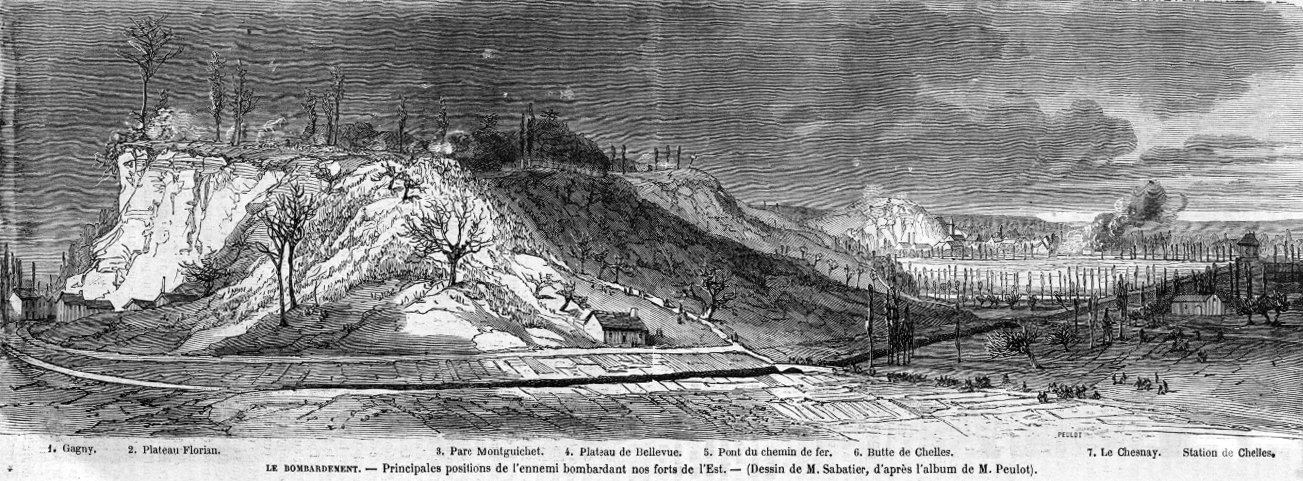
Principais posições alemãs bombardeando os fortes no leste (Paris). À direita, a estação de Chelles.

Durante a Guerra Franco-Prussiana de 1870 e o Cerco de Paris, a estação se encontrava na linha de frente. Em 20 de setembro de 1870, é utilizada para a evacuação de todos os doentes (mais de 500) e equipamentos do hospício de Ville-Évrard, por decisão das forças militares de Paris. Em 20 de novembro de 1870, uma primeira máquina alemã, La Germania, vai para a estação de Chelles antes de retornar a Meaux. No dia 23, os alemães haviam reparado suficientemente a linha para permitir a circulação dos trens e os ferroviários do ocupante ocuparam o lugar dos franceses. A estação de Chelles torna-se o terminal da linha, os trens não vão mais longe em direção a Paris.

Em 1885, a "Estação de Chelles" é renomeada "Chelles-Gournay". Em 1901, novecentas pessoas visitavam a estação diariamente.

La gare vers 1900
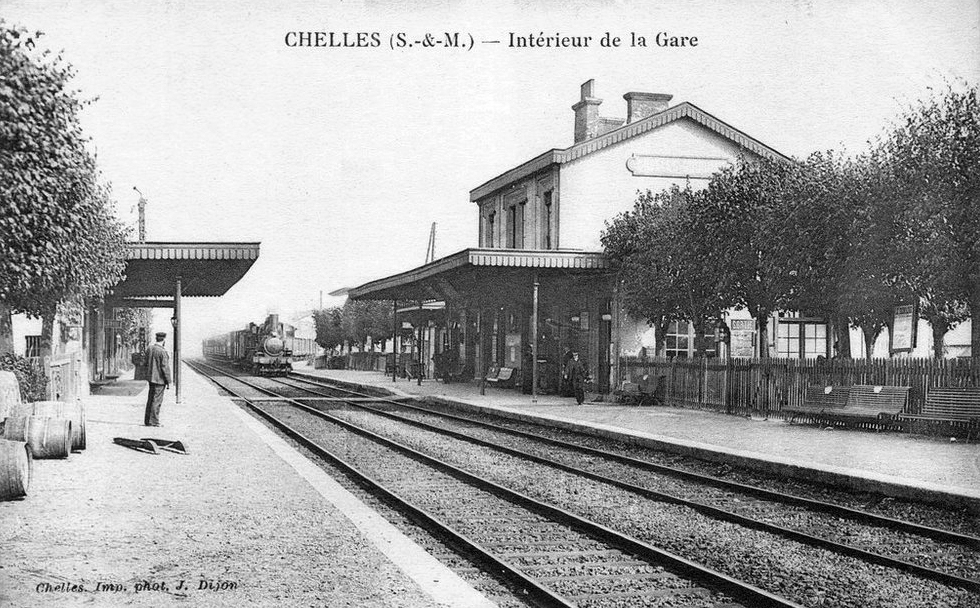
Trem entrando na estação.
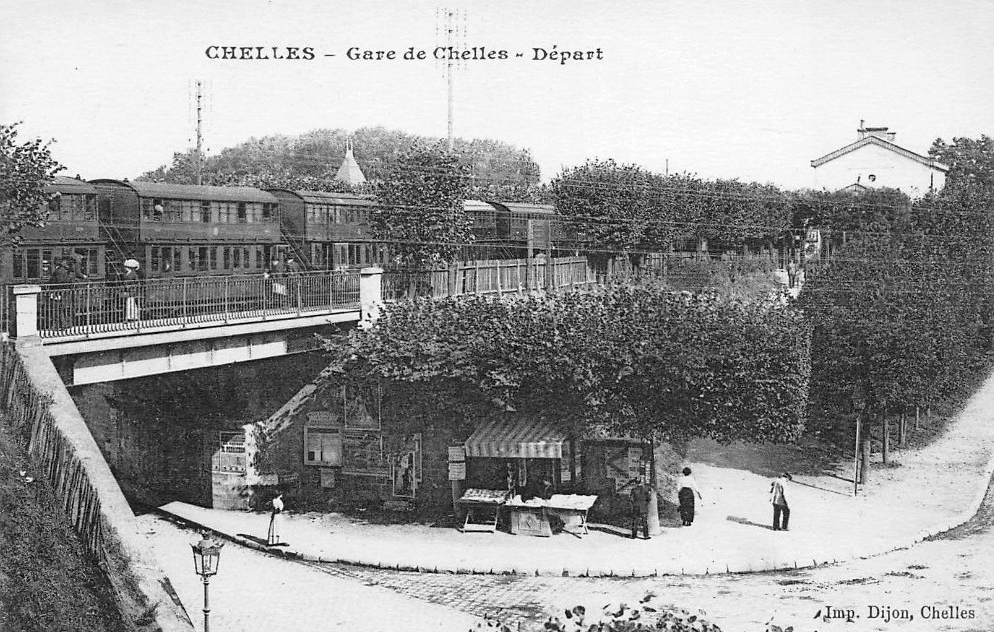
Servido por um trem composto por carros Bidel de dois andares.

### Segunda estação (4 vias)
Foi a passagem da linha a quatro vias, entre as estações de Gagny e Vaires, que em 1931 exigiu a retoma de todas as instalações, com destaque para a demolição do edifício de 1857 e a construção a norte das vias de um edifício novo e mais imponente.
As instalações da estação são parcialmente subterrâneas, com um corredor sob as vias que ligam os acessos norte e sul à estação, e um edifício de passageiros localizado ao nível do acesso norte. Este edifício extinto tinha duas alas com um só vão sob uma cobertura de vertentes transversais dotada de meia anca e uma ala central mais estreita. Também serviu como edifício de serviços e alojamento oficial.
Desde 1999, é o terminal do ramal E2 da linha E do RER. Também é servido por trens da seção Paris-Est – Meaux da linha P do Transilien.

### Terceira estação (6 vias)
Por ocasião da construção da LGV Est européenne, inaugurada em 10 de junho de 2007, a estação passou por uma grande reestruturação. O traçado foi alterado de quatro para seis vias, duas das quais dedicadas a trans sem paragens. O edifício de passageiros foi totalmente reconstruído com um custo de 32,4 milhões de euros, financiado em 68 % pelo Réseau ferré de France (RFF), 22 % pela região da Ilha de França, 7 % pela SNCF, 2 % pelo Sindicato de Transportes da Île-de-France (STIF) e 1 % pela cidade de Chelles. O projeto, iniciado em 2006, terminou em 2009.
O edifício de passageiros de 1931 foi demolido e substituído por uma nova estrutura, com dois centros de intercâmbio: um a oeste (lado de Paris), com acesso norte na Place Gasnier-Guy e acesso sul na rue du Maréchal-de-Lattre-de-Tassigny, em frente à rue Raymond-Counil, com acesso ao estacionamento; o outro a leste (lado Meaux), com acesso norte pela Place du Grand-Jardin (estação rodoviária) e acesso sul pela rue du Maréchal-de-Lattre-de-Tassigny em frente à rue de la Paix, também com acesso ao parque de estacionamento. Os dois pólos estão ligados pela galeria de transportes, que permite aos passageiros circular protegidos das intempéries.
Desde janeiro de 2017, na sequência do alargamento por Epamarne do seu âmbito de intervenção em termos de desenvolvimento, que passou a incluir a comuna de Chelles, a estação de Chelles - Gournay serve a nova localidade de Marne-la-Vallée, no setor 2 de Marne-et-Chantereine.

### Frequência
Em 2019, segundo estimativas da SNCF, o atendimento anual da estação foi de 10 874 698 passageiros.

## Serviço aos passageiros

### Recepção
Estação SNCF da rede Transilien, oferece diversos serviços com destaque para a presença comercial de segunda a domingo e facilidades e serviços para pessoas com mobilidade reduzida. Está equipado com autômatos para venda de títulos de transporte (Transilien, Navigo e linhas principais), e um sistema de informação em tempo real. Na estação está instalada uma oficina de imprensa, bem como diversos serviços (cabine fotográfica, telefone, fotocopiadora).

### Ligação

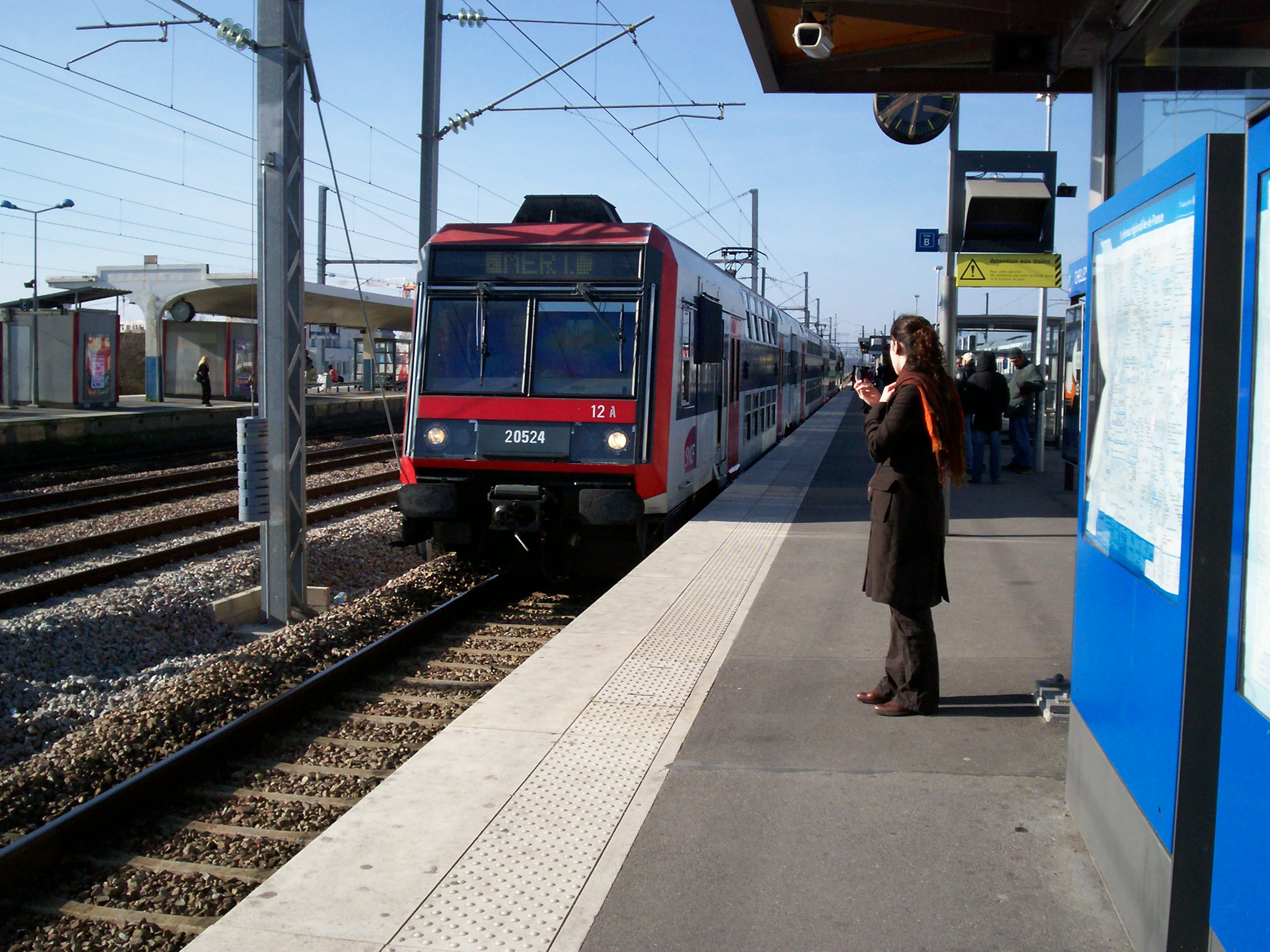
Um trem MERI chegando em Chelles - Gournay.

A estação é servida em cada direção por:
- 4 a 8 trens por hora para a linha E do RER;
- 2 a 4 trens por hora para a linha P da rede Transilien.

### Intermodalidade
A estação é servida pelas linhas 1, 2, 3, 4, 6, 7, 8, 8s, 9 e 9s da rede de ônibus Apolo 7, pela linha 19 da rede de ônibus Seine-et-Marne Express, pelas linhas 113 e 213 da rede de ônibus RATP, pelas linhas 613 e 701 da rede de ônibus TRA, pelo serviço de transporte sob demanda "TàD Chelois Bassin" e, à noite, pelas linhas N23 e N141 da rede Noctilien.

## Projetos

### Extensões RER E

#### Extensão para Nanterre e Mantes-la-Jolie
A linha E do RER está sendo estendida para oeste, além de Haussmann - Saint-Lazare, até Nanterre em 2024, com o serviço das novas estações de Neuilly - Porte Maillot, La Défense e Nanterre-La Folie, e posteriormente até Mantes-la-Jolie.

#### Extensão para Meaux
A extensão para leste em direção a Meaux, substituindo a atual ligação Paris-Meaux (linha P da rede Transilien Paris-Est), prevista no projeto inicial da linha E do RER, não está atualmente prevista.

#### Ramal proposto até o setor do Val d'Europe
Além da extensão da estação de Meaux, o plano diretor da região de Ile-de-France de 1994 propôs um novo ramal leste para o setor IV (Val d'Europe) de Marne-la-Vallée. Seu término seria a estação Marne-la-Vallée - Chessy, a ser conectada com o ramal Marne-la-Vallée do RER A e a estação TGV. A extensão para Chessy teria permitido estabelecer uma ligação direta entre a estação Chelles-Gournay e o quarto setor de Marne-la-Vallée, incluindo seu complexo turístico Disneyland Paris.
Esta proposta de extensão do RER E à estação Marne-la-Vallée - Chessy nunca foi incluída nas últimas atualizações do SDRIF e não foi objeto de estudos.

### Linha 16 do Grand Paris Express
Como parte do projeto do metrô automático Grand Paris Express, está previsto que a estação Chelles-Gournay se torne uma estação de conexão, entre a linha 16 do metrô Grand Paris Express, a linha E do RER e a linha P da rede Transilien Paris-Est. As plataformas da linha 16 estarão localizadas no subsolo, a 28 metros de profundidade, atrás do prédio das finanças públicas e perpendiculares à linha do RER. O projeto da estação foi confiado ao Atelier Schall.
Os trabalhos preparatórios (desvios de rede, etc.) começaram em março de 2016.

### Linha P: parada adicional na ligação Paris - Château-Thierry
Pode-se prever que os trens do ramal Château-Thierry possam fazer uma parada adicional na estação Chelles - Gournay. Isso permitiria promover a conexão entre a linha 16 do metrô e o ramal Château-Thierry da linha P, a fim de aliviar os trens do ramal Meaux, e ter mais trens diretos para Paris - Gare de l East, da estação Chelles - Gournay.

### Bords de Marne
Um projeto para uma nova linha de ônibus de trânsito rápido visa conectar a estação Val de Fontenay à estação Chelles-Gournay do RER E, através da estação de Neuilly-Plaisance do RER A. Esta nova linha, chamada Bords de Marne, seguiria a rota da linha de ônibus 113 para conectar os modos de transporte pesado existentes, como o ramal Marne-la-Vallée do RER A, e futuros hubs que acomodariam as futuras linhas 15 e 16 do metro, bem como as extensões da linha 1 do metrô e da linha T1.

## Galeria de fotografias

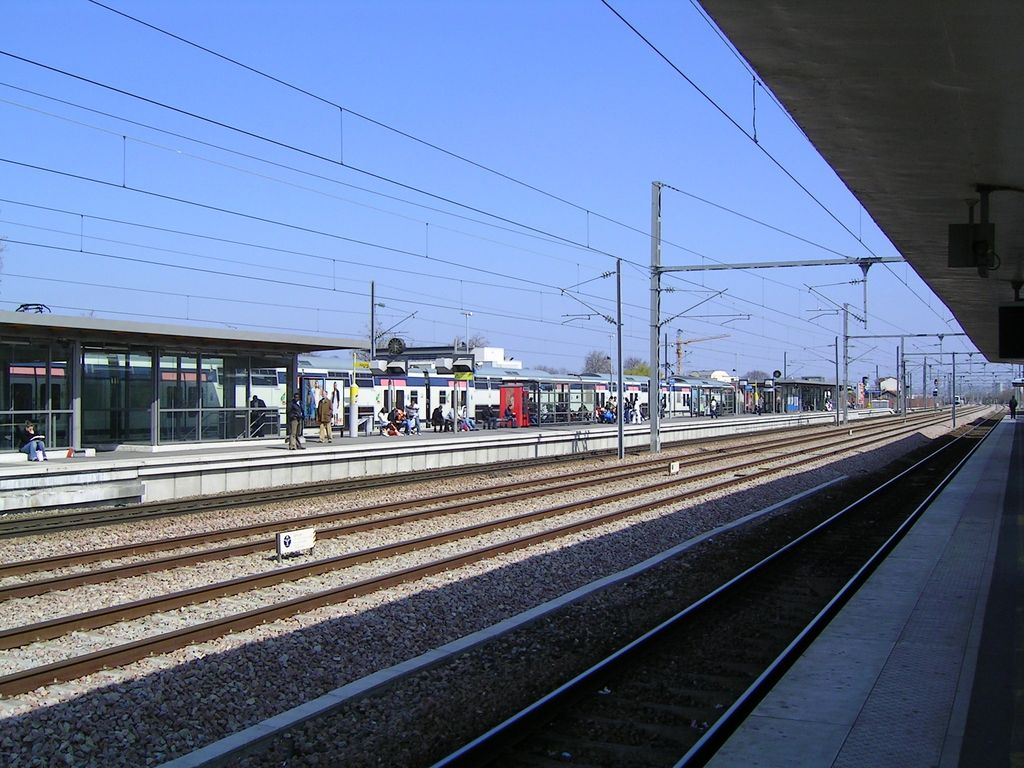
A estação com seu novo traçado, incluindo 2 vias (adequadas para quilômetro por hora) e 4 vias na plataforma.
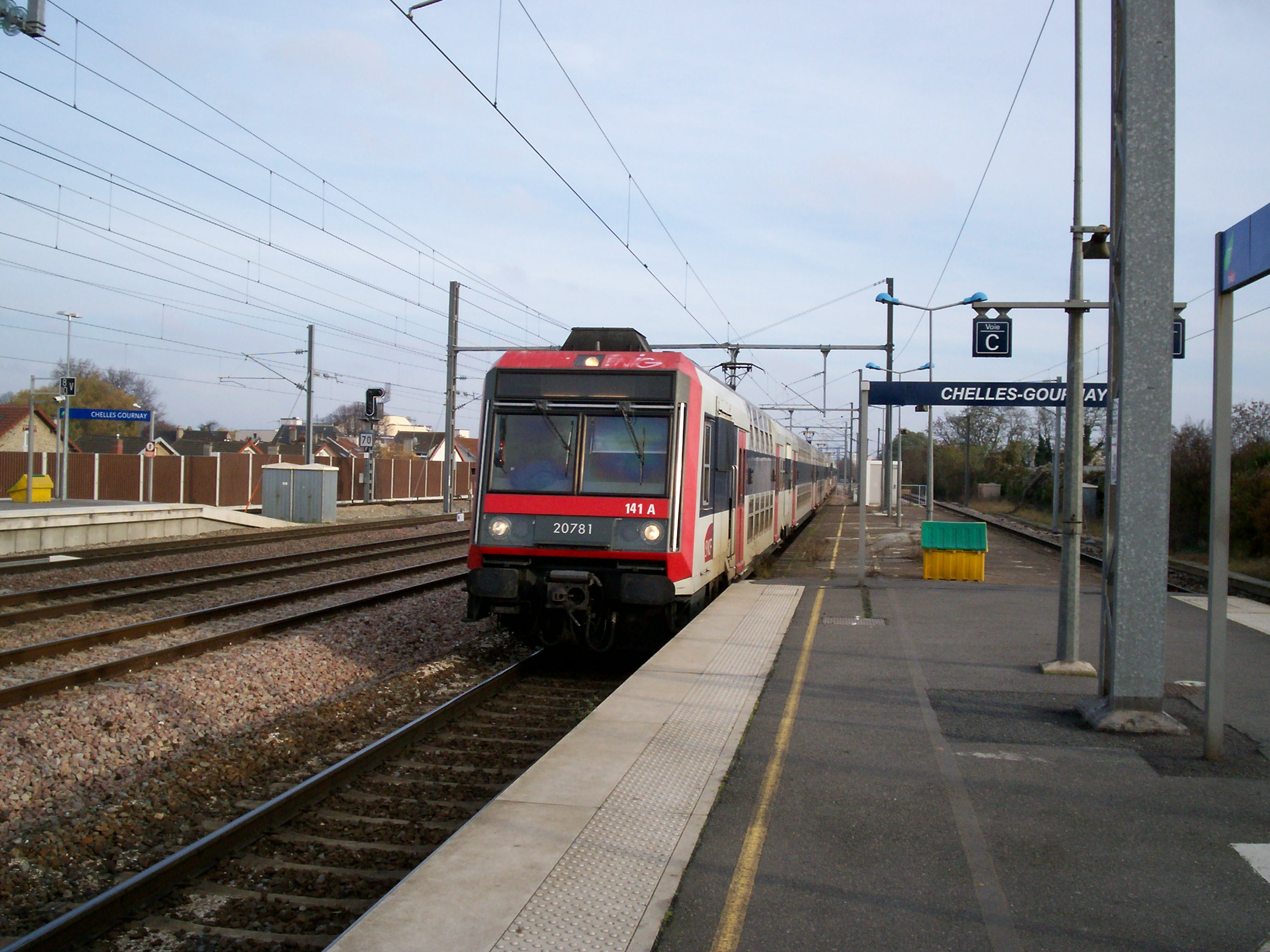
Durante a greve, o trem PICI atendeu a todas as estações entre Meaux e Paris-Gare de l'Est .
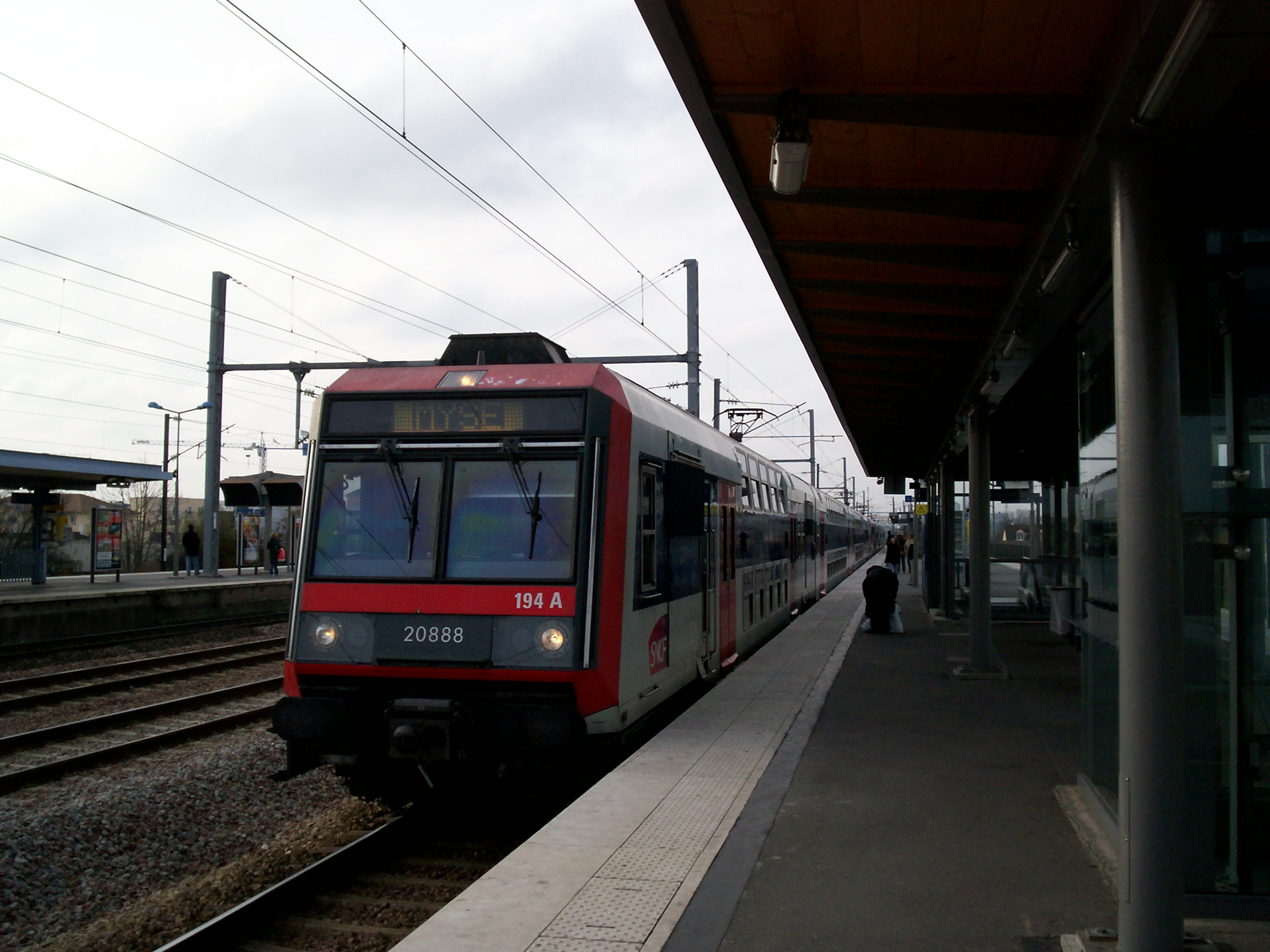
Durante a greve, o trem MYSE (atualmente MICI) serviu todas as estações entre Paris-Gare de l'Est e Meaux.
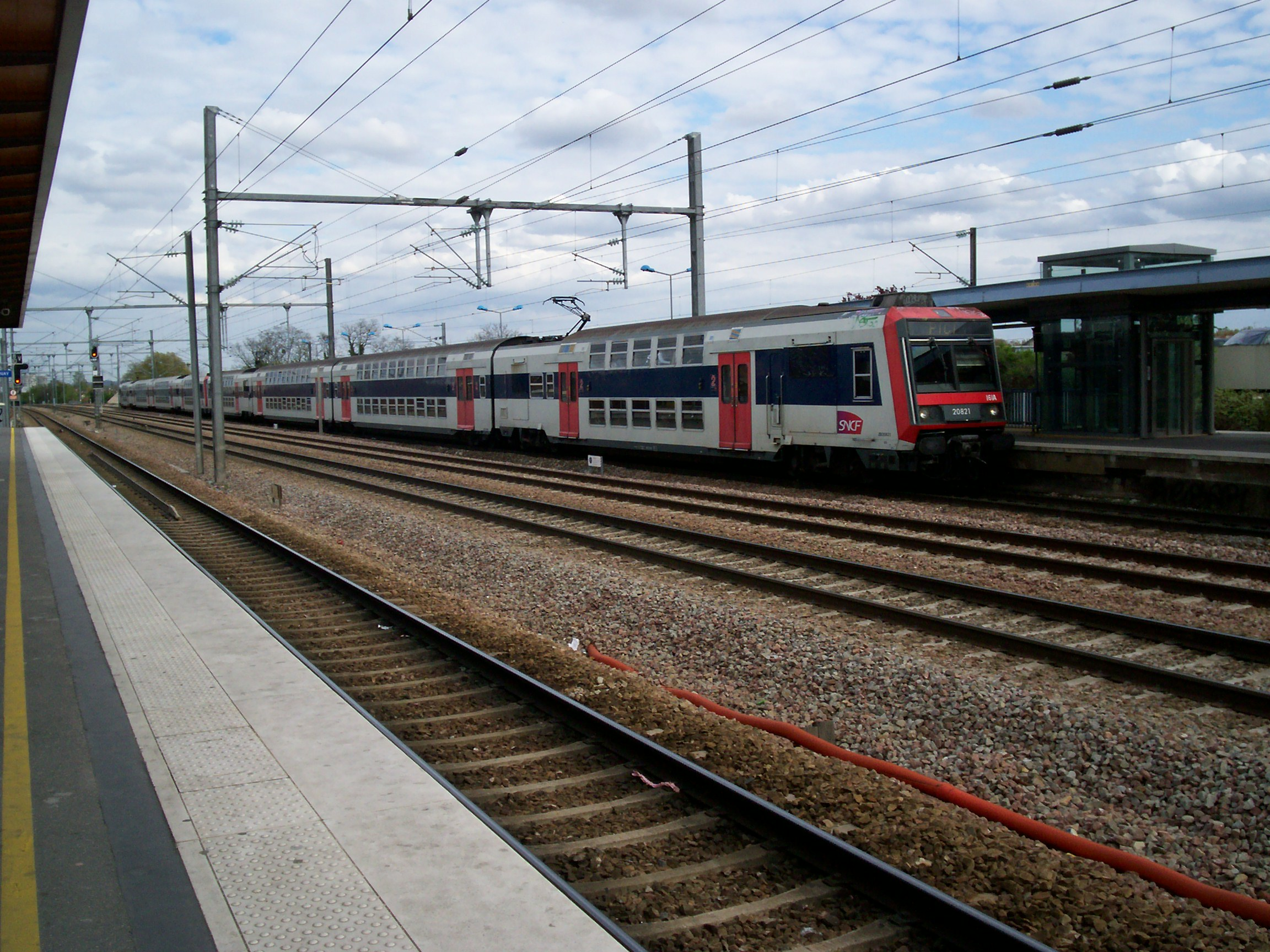
O trem PICI chegando em Chelles - Gournay na direção de Paris-Gare de l'Est.
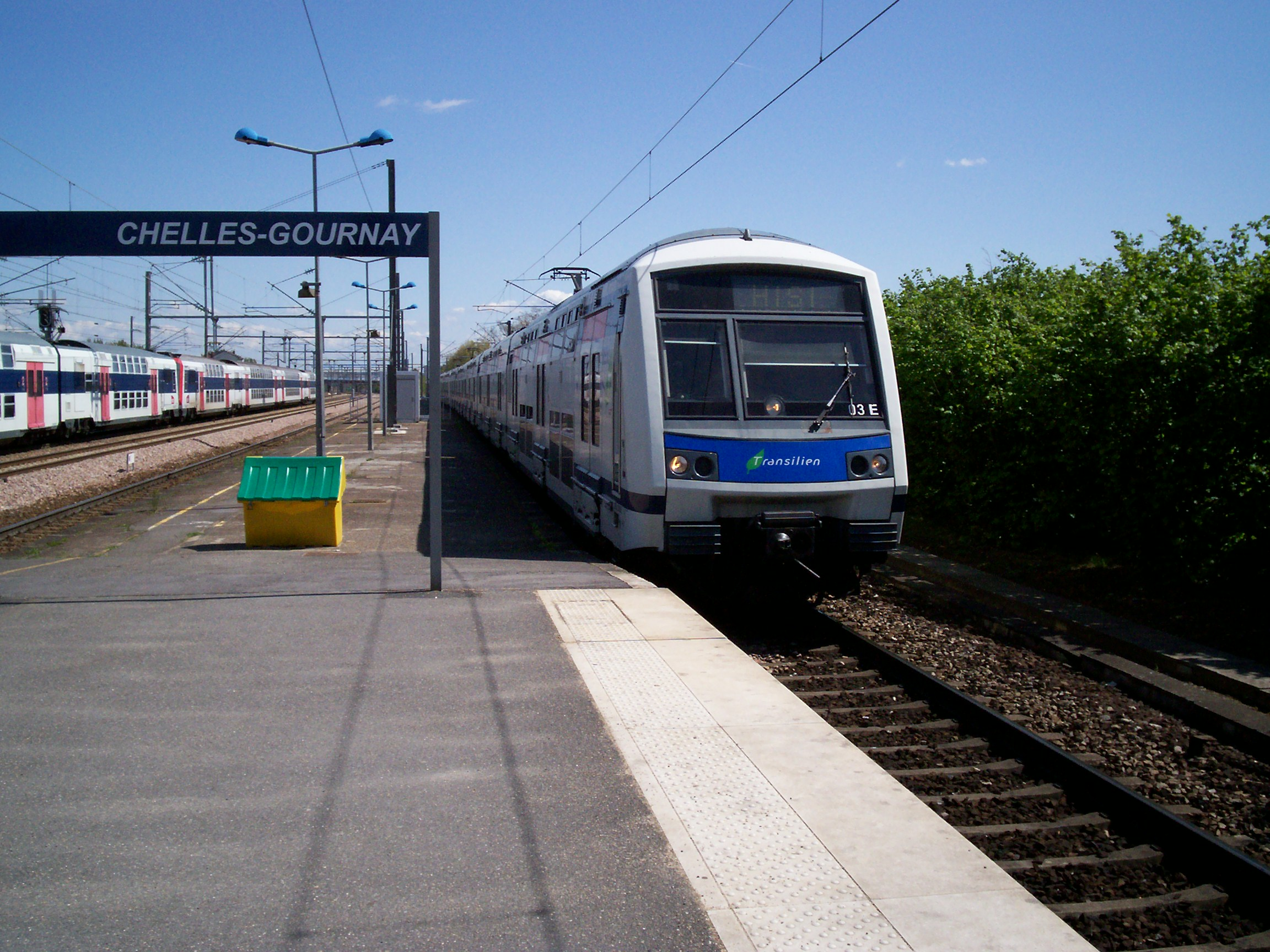
O trem HISI (atualmente HOCI) chegando em Chelles - Gournay do depósito de Vaires-sur-Marne, levará os viajantes em direção a Haussmann - Saint-Lazare .

## Turismo
- Forte de Chelles
- Ruínas do claustro e da Abadia de Chelles
- Museu Alfred Bonno
- Museu dos Transportes Urbanos, Interurbanos e Rurais
- Museu Eugène Carrière em Gournay-sur-Marne